# ジョーカー野郎
『ジョーカー野郎』（ジョーカーやろう、The Jokers）は、1967年のイギリスの犯罪コメディ映画。監督はマイケル・ウィナー、出演はマイケル・クロフォードとオリヴァー・リードなど。怒れる若者たちの大胆な犯行を描いている。

## キャスト
※括弧内は日本語吹替（初回放送1972年2月12日『土曜映画劇場』）
- マイケル・トレメイン: マイケル・クロフォード（野沢那智）
- デビッド・トレメイン: オリヴァー・リード（広川太一郎）
- マリヤット: ハリー・アンドリュース
- ガーニー＝シムズ大佐: ジェームズ・ドナルド
- マシュー卿: マイケル・ホーダーン
- リッグス: ダニエル・マッセイ
- イヴ: ガブリエラ・リクディ（英語版）
- インゲ: ロッテ・タープ（英語版）
- ペイリング中佐: マイケル・グッドリフ（英語版）
- レニー: ウォーレン・ミッチェル（英語版）
- トレメイン夫人: レイチェル・ケンプソン
- トレメイン氏: ピーター・グレイブス
- 嫌がらせを受けた男: フランク・フィンレイ
- スプラーグ中尉: エドワード・フォックス